# Synagoga w Brzostku
Synagoga w Brzostku – dawny budynek synagogi znajdujący się w Brzostku, przy ulicy Królowej Jadwigi. Wpisany jest do gminnej ewidencji zabytków gminy Brzostek.

## Historia
Synagoga o powierzchni 225 m² i kubaturze 790 m³ została wybudowana z cegły pod koniec XIX w. lub na początku XX w., była wcześniej mylnie datowana na XVIII w. Podczas II wojny światowej została zdewastowana przez Niemców, w wyniku ostrzałów zniszczeniu uległy dach, elementy ściany, sufit oraz stolarka okienna i drzwiowa.
W 1956 r. gmina Brzostek ubiegała się o pozwolenie na rozbiórkę ruiny budynku, otrzymała jednak jedynie zgodę na odbudowę. Powołano Społeczny Komitet Odbudowy, który zorganizował zbiórkę pieniędzy i zwózkę drewna; inwestycja w synagogę stanowiła dla gminy priorytet, a zarazem jeden z największych wydatków w latach 50. i 60. XX w. Budynek odrestaurowano, przez krótki czas mieściła się w nim szkoła podstawowa, a w latach 70. XX w. przeznaczono go na internat Szkoły Rolniczej w Brzostku.
W 2001 r., w oparciu o ustawę z 1997 r. o stosunku Państwa do gmin wyznaniowych żydowskich w RP, Gmina Wyznaniowa Żydowska w Krakowie rozpoczęła postępowanie o zwrot nieruchomości. Zakończyło się ono w 2011 r. orzeczeniem o braku stanowiska. Pod koniec 2011 r. Gmina Wyznaniowa złożyła pozew do Sądu Okręgowego w Rzeszowie o wydanie nieruchomości zarządzanej przez Skarb Państwa. W 2018 r. sąd przyznał Gminie Wyznaniowej Żydowskiej 143 tysiące złotych, które wypłacił starosta dębicki, jako zarządzający majątkiem Skarbu Państwa w powiecie dębickim.
W 2021 r. gmina Brzostek wystąpiła do wojewody o przekazanie jej dawnej synagogi.

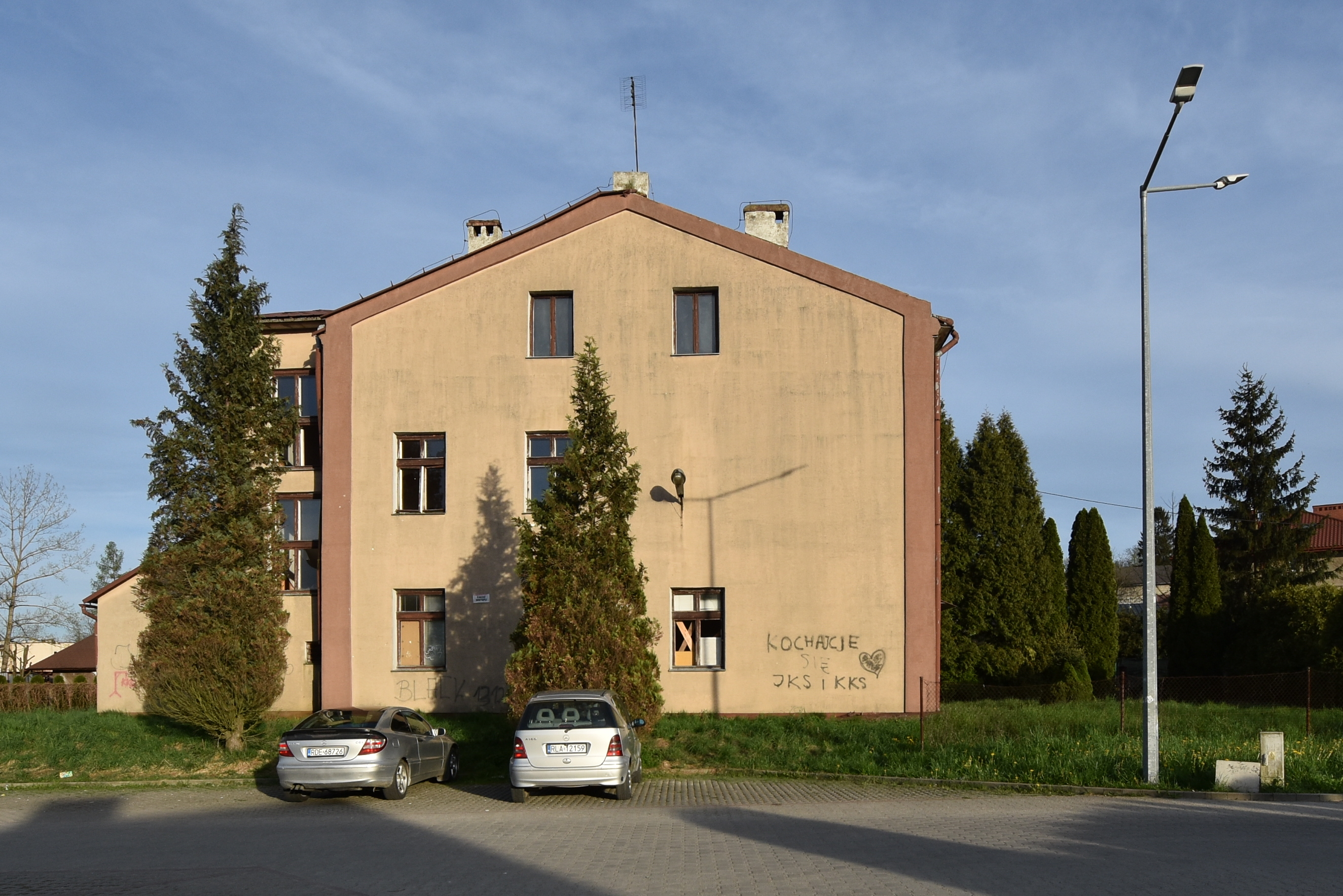
Elewacja boczna
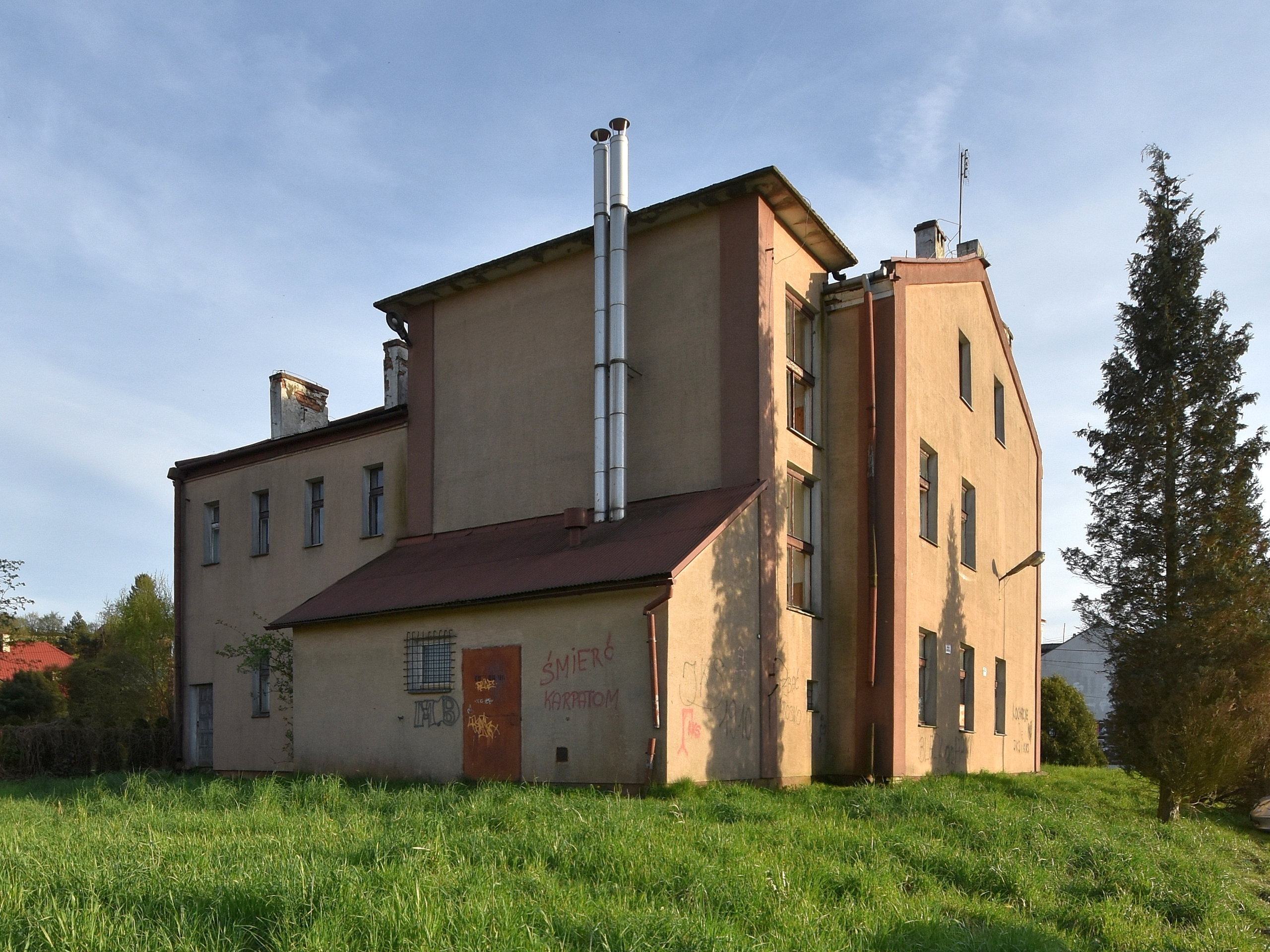
Elewacja tylna z przybudówkami
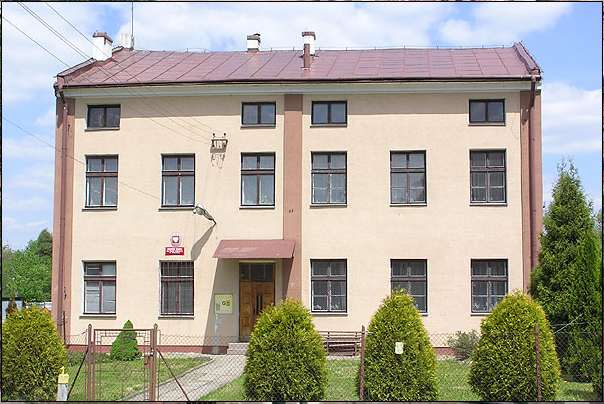
Jako internat w 2006

## Architektura
Budynek jest dwukondygnacyjny, zbudowany z cegły na planie prostokąta i otynkowany. Pokryty jest blaszanym dachem dwuspadowym. Stropy wykonane zostały z żelbetu, a wiązania dachu z drewna. Naroża udekorowane są lizenami. Przy elewacji zachodniej znajduje się dobudówka, również kryta dachem dwuspadowym. Parterowa, boniowana dobudówka z dwoma oknami znajdowała się także przy fasadzie budynku.
Przebudowa pozbawiła synagogę całkowicie cech stylowych. Po przebudowie powierzchnia budynku wynosi 244 m², kubatura liczy 2440 m³.